# 카르티니

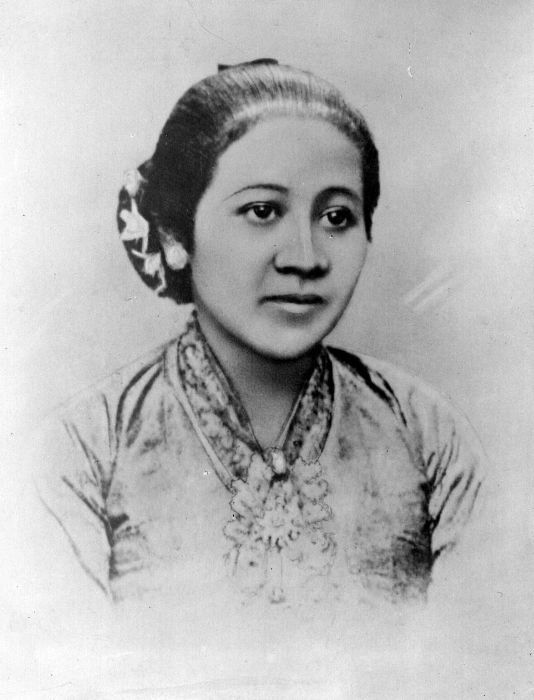
카르티니

라든 아증 카르티니(인도네시아어: Raden Adjeng Kartini, 1879년 4월 21일 ~ 1904년 9월 17일)는 인도네시아의 민족운동가이다.
카르티니가 태어났을 당시 인도네시아는 네덜란드의 식민지였다. 중앙자바주 제파라의 부유한 법복귀족 집안에서 태어난 그녀는 네덜란드인 학교에 입학하여 여성주의를 비롯한 서양의 사상을 접하였다. 그녀는 여성 교육의 필요성을 절감하고 자바인의 민족의식 고양과 교육 보급에 공헌함과 동시에 여성의 지위 향상에 힘썼다. 그러나 그녀의 생애는 너무나도 짧았다. 평생 여성 교육에 헌신했던 카르티니는 첫 아이를 낳은 지 나흘 만에 출산 후유증으로 인하여 불과 25세에 중앙자바주 렘방에서 세상을 떠나고 말았다.
그런 그녀의 짧은 삶이 널리 주목받기 시작한 것은 죽기 전에 친구들과 주고받은 편지를 모은 책 《어둠에서 빛으로》가 출판되면서부터였다. 이 책에는 그녀의 학업에 대한 열망, 학교를 세우겠다는 포부, 서민들과 함께 생활하겠다는 희망이 간절하게 표현되어 있었다. 편지에 쏟아 놓은 카르티니의 주옥 같은 글들은 사람들의 심금을 울렸고, 이후 이 책에서 깊은 감명을 받은 사람들이 카르티니 학교 설립 운동을 전개하여 그녀의 꿈은 실현되었다. 오늘날 카르티니는 '인도네시아의 국모'로 추앙받고 있다.